# Andezit
Andezit je neutralna vulkanska eruptivna stijena. Sastoji se od natrijevih i kalcijskih plagioklasa i bojenih minerala.
Nastaje miješanjem magma. To se javlja u nižim razinama Zemljine kore. Ovo se općenito smatra jednim od primarnih mehanizama kojim nastaju neutralne stijene kao što su monzonit i andezit.
Andezit spada u efuzivne magmatske stijene, stijene koje nastaju na Zemljinoj površini kao ishod djelomičnog taljenja stijena unutar plašta i kore. Magma neutralnog sastava kao što je andezitna teži stvaranju stožaca s izmiješanim pepelom, tufom i lavom te može imati viskoznost sličnu debeloj, hladnoj molasi ili čak grublju kad erumpira.
Andezitna magma je po sastavu: 
SiO2 ~ 60%
Fe-Mg: ~ 3%
temperatura: ~1000°C
viskoznost: umjerena
eruptivna ponašanja: eksplozivno
rasprostranjenost: konvergentne granice ploča
Andezit u svom sastavu običava sadržavati minerale kao što su allanit, enstatit, hipersten, diopsid, hornblend (v. amfiboli). Andezit nalazimo u obsidijanu (v. vulkansko staklo).
U Hrvatskoj se pojavljuje na Krndiji.